# Marie-Louise Lachapelle
Pour les articles homonymes, voir Lachapelle.
Ne doit pas être confondue avec Jeanne-Louise Lachappelle, également sage-femme.
Marie-Louise Lachapelle, (née Dugès à Paris, le 1er janvier 1769 et morte dans la même ville le 4 octobre 1821) est une sage-femme française. Elle est l'auteur d'une Pratique des accouchements en trois volumes ; par cet ouvrage et par le rayonnement de son enseignement, elle prend place parmi les fondateurs de l'obstétrique moderne.

## Biographie
Marie-Louise Lachapelle est la fille de Louis Dugès, officier de santé, et de Marie Jonet, sage-femme.

### Jeunesse
Fille et petite-fille de sage-femme, Marie-Louise Lachapelle apprend d'abord avec sa mère. À onze ans et demi, elle réussit seule un accouchement difficile ; à quinze elle peut traiter des cas rares, difficiles ou complexes.
En 1792, elle épouse un chirurgien, surnommé Lachapelle,, de l'hôpital Saint-Louis. Elle demeure néanmoins à l'Hôtel-Dieu, car la maison familiale a été transformée en prison pour contre-révolutionnaires riches ou malades.
En 1793 (elle a 24 ans), quand il s'agit de réformer le service des accouchées et des enfants trouvés, on la consulte. Elle « insista, dit François Chaussier, sur la nécessité absolue qu'il y avait à séparer les femmes en couches des autres malades ».
En janvier 1795, son mari meurt,,. La même année, elle devient l'adjointe de sa mère à l'Hôtel-Dieu.
Vers cette époque, elle est chargée d'organiser une nouvelle institution pour les femmes en couches, l'hospice de la Maternité. Sa mère l'y rejoint à la fin de la période de transition mais meurt peu après.
C'est dans cet hospice — déjà en grande partie conçu par elle — qu'elle fait sa marque.

### L'hospice de la Maternité
L'hospice de la Maternité est à la fois une maternité, c'est-à-dire un lieu où se pratiquent les accouchements, et un lieu de formation des sages-femmes.
L'hospice accueille les futures mères dès le début du huitième mois ; leur moyenne d'âge est de 26 ans. Après l'accouchement, les mères sont isolées de celles qui n'ont pas encore accouché, le risque de fièvre puerpérale (contre lequel s'était battue sa mère) étant grand.
À cette époque la plupart des femmes n'accouchent pas dans une institution ; l'hospice sert aux démunies (87,5 % des femmes abandonnent leur enfant après l'accouchement ou l'allaitement), c'est-à-dire aussi aux femmes les plus exposées aux maladies.

#### Formation des sages-femmes
À l'hospice de la Maternité, Marie-Louise Lachapelle conçoit le cursus des études des sages-femmes et la transmission des connaissances :
- le rôle des élèves « anciennes » (celles qui sont restées pour une seconde année d'étude) ;
- le rôle de l'« élève principale » (l'assistante de la sage-femme en chef, qui restait à la Maternité plusieurs années) ;
- son propre rôle de sage-femme en chef (qui comprenait les autopsies[21]) ;
- l'apprentissage des sages-femmes nouvelles (c'est-à-dire de première année), sous leur ancienne, sous l'élève principale, sous la sage-femme en chef, le médecin et auquel était adjointe, pour la théorie, la répétitrice du médecin[22] ;
- la cascade des appels d'urgence en cas de complication[23] (jusqu'au médecin, appelé s'il y avait besoin d'un « instrument tranchant[24] »)
- la distribution de la formation pratique et de la formation théorique, cette dernière assurée par un médecin.

Elle prévoit une organisation de l'espace meilleure, pour emprunter ses mots, que celle de la « chétive salle de l'hôtel-Dieu ».
Enfin, le manuel de Jean-Louis Baudelocque, son collègue et ami chargé de l'éducation théorique, servira à toutes de ressource écrite.

#### Contributions à l'obstétrique
- Exclusion des témoins (seuls la mère, les sages-femmes et éventuellement le médecin pouvaient être présents dans la salle d'accouchement).
- Suture immédiate d'un périnée déchiré.
- Méthode d'intervention dans les cas de placenta praevia.
- Méthodes destinées à éviter l'usage des forceps[28].

Une importante contribution de Marie-Louise Lachapelle est la richesse des statistiques tenues par elle ; on ira y puiser abondamment dans tous les pays,.
Lachapelle privilégiait toujours la « nature » ; elle appelait les accouchements faisant appel à autre chose que l'usage des mains « artificiels » (dus à l'« art »), et même « contre nature,, ».

### Fin de vie
Marie-Louise Lachapelle meurt en 1821, d'un cancer de l'estomac. Après des funérailles auxquelles assistent les sommités médicales, elle est inhumée au cimetière du Père-Lachaise. Caroline Holleville, une de ses élèves, prononce un discours sur sa tombe. Clémentine Hucherard, « élève principale », est chargée de l'intérim, mais elle est jugée « trop jeune » pour lui succéder ; ce rôle reviendra en 1822 à Madelaine-Catherine Legrand, également son élève.
Son neveu et élève, Antoine Dugès, dénué de tout désir de s'approprier l’œuvre d'autrui, et qui avait déjà fait paraître le premier volume de sa Pratique, en fera paraître deux autres après sa mort. Le style en est clair et vivant ; Lachapelle a le ton d'une autorité, mais quand elle manifeste un désaccord avec d'autres, ce qui arrive assez souvent, elle ne s'y appesantit pas.

### Arbre de la transmission des connaissances
Dans cet « arbre généalogique » de la transmission des connaissances, la qualité et le rôle par rapport à Marie-Louise Lachapelle figurent en caractères gras ; les relations de parenté ou d'alliance, s'il y a lieu, suivent, en italiques.
- « Dame Jonet, sage-femme jurée au Châtelet », sage-femme, formatrice de sa mère, grand-mère
  - Marie Jonet, sage-femme, formatrice, mère
    - MARIE-LOUISE LACHAPELLE
+ Jean-Louis Baudelocque (mort en 1810[41]), médecin, collègue, chargé de la théorie médicale
+ François Chaussier, médecin, collègue
      - Marie Boivin, élève
      - Antoine Dugès, élève, éditeur de ses œuvres, professeur d'obstétrique, neveu
      - Clémentine Hucherard, future épouse Charrier, élève et successeur par intérim
      - Madelaine-Catherine Legrand, élève et successeur
      - De très nombreuses sages-femmes de toute la France[42]

L'étendue de cet arbre a été limitée le plus possible :
- n'y figurent pas le père, Louis Dugès, officier de santé, dont on sait qu'il a joué le rôle d'informateur de Mme Dugès[43], et le mari, Charles Bon Côme Langlet dit Lachapelle, médecin, dont on ignore la contribution ; le fait qu'elle faisait des autopsies indique chez Lachapelle une formation médicale ;
- n'y figurent que collectivement les élèves venues de toute la France — et autorisées (c'était leur privilège) à pratiquer partout en France ; leur prestige était déjà grand à la fin de leurs études ;
- n'y figurent pas non plus celles qui ont pu disséminer l'enseignement de Lachapelle à l'étranger, comme Benoîte Cadeau-Fessel, la « dame Lachapelle du Pérou[44] ».

## Œuvres
- « Observations sur divers cas d'accouchements », dans Annuaire médico-chirurgical des hôpitaux et hospices civils de Paris, Crochard, 1819, p. 542–555Les cas sont : « rupture du vagin suivie de guérison ; accouchement naturel, l'enfant présentant la face ; accouchement opéré avec le forceps à l'occasion de l'issue prématurée du cordon ombilical ; seconde observation sur l'issue prématurée du cordon ombilical ; accouchement précédé de convulsions ».

- Pratique des accouchements ou Mémoires et observations choisies, sur les points les plus importants de l'art, Paris, J. B. Baillière, 1821 : vol. 1[45] ; vol. 2 ; vol. 3Cette œuvre est citée ici comme Pratique.(de) Franz Naegele, Über der Frau Lachapelle Pratique des accouchements, Heidelberg, 1823.

### Attribution rejetée
- Recherches sur les maladies des nouveau-nés[46],[6], in-4

### Lachapelle
- Marie-Louise Lachapelle, « Pratique des accouchements — Introduction », dans Pratique, t. 1, p. 1

### Autres auteurs
- Notice historique sur la vie et les écrits de Mme de La Chapelle, sage-femme en chef de la Maison d'accouchement, in-8, Paris, Huzard, 1823, 22 p.[47]
- (de) « Lachapelle (Marie Luise Dügés, Witwe) », dans Georg Hartog Gerson (de) et Nikolaus Heinrich Julius (de) (dir.), Magazin der ausländischen Literatur der gesammten Heilkunde…, vol. 10, Hambourg, 1835, p. 280[48]
- Scarlett Beauvalet :
  - « Perdre la vie en la donnant », dans Annales de démographie historique, 1994, p. 237–260
  - (avec Pierre Boutouyrie), « Du geste qui tue au geste qui sauve — Épidémies et procédures médicales invasives à Paris au XIXe siècle : l'exemple de la Maternité de Port-Royal », dans Annales de démographie historique — Épidémies et populations (1997), p. 135–155
- Marie-Laure Beijas, L'obstétrique au début du XIXe siècle vue par une sage-femme : Madame Lachapelle, mémoire de sage-femme, Limoges, 1995 (OCLC 799135799)
- (en) June K. Burton, « Preeminent female teachers », dans Napoleon and the woman question : Discourses of the other sex in French education, medicine, and medical law 1799–1815, p. 98–103
- Henriette Carrier, Origines de la Maternité de Paris : les maîtresses sages-femmes et l'office des accouchées de l'ancien hôtel-Dieu (1378–1796), G. Steinheil, 1888
- François Chaussier, Notice sur l'ouvrage de Mme Lachapelle, extraite du discours prononcé par M. le docteur Chaussier, Paris, Huzard, 1821 Discours prononcé à une remise de prix aux élèves de Mme Lachapelle le 23 juin 1821.
- François Chaussier, « Notice historique sur la vie et les écrits de Madame Lachapelle », dans Pratique, t. 2, 1822, p. 1 Cité ici comme « Chaussier 1822 ».
- A. Delacoux, « Lachapelle (Marie-Louise Dugès, veuve) », dans Biographies des sages-femmes célèbres anciennes, modernes et contemporaines, Paris, Trinquart, 1833, p. 97–106Aussi en ligne sur le site de la Société internationale pour l’étude des femmes de l'Ancien Régime.
- (en) Kate Campbell Hurd-Mead, Women in medicine : from the earliest times to the beginning of the nineteenth century, Haddam Press, 1938[49]
- Hucherard[50], Sausseret et Girault, Mémoire historique et instructif sur l'hospice de la Maternité sur Google Livres, 1808
- Michel Kermorgant, Mme La Chapelle 1769–1821 : son œuvre ou l'art des accouchements au début du XIXe siècle, thèse de médecine Paris 5 — C.H.U. Cochin-Port Royal, 1973
- Mélanie Lipinska, Histoire des femmes médecins, depuis l’Antiquité jusqu’à nos jours, Paris, 1900, p. 313
- Alphonse Mahul, « Lachapelle (Madame) », dans Annuaire nécrologique, ou Supplément annuel et continuation de toutes les biographies ou dictionnaires historiques, 2e année, 1821, Paris, Ponthieu, 1822, p. 229
- Jacques-Pierre Maygrier, Nouvelles démonstrations d'accouchement sur Google Livres, avec planches, 2e  éd., refondue et augmentée par [Charles Nicolas] Halmagrand, Bechet, 1840[51]
- (en) Marilyn Ogilvie et Joy Harvey, The Biographical Dictionary of Women in Science, 2000 (ISBN 0-415-92040-X)
- (en) Dora B. Wiener, « Hospital administrators in the French Revolution », Koroth, vol. 8, nos 11–12,‎ 1985 (lire en ligne)

## Compléments

### Éponymie
- La manœuvre, ou manipulation[52], de Mauriceau-Levret est parfois appelée manœuvre de Lachapelle[53] ; on parle aussi du tour de spire de Mme Lachapelle[54].
- Le cratère vénusien Lachappelle [sic] honore sa mémoire[55],[56].
- Depuis 2023, la place Marie-Louise-Dugès-Lachapelle lui rend hommage dans le 12e arrondissement de Paris.